# Bjarne Stroustrup
Bjarne Stroustrup (* 30. prosince 1950, Aarhus, Dánsko) je dánský programátor a informatik, profesor na Texas A&M University a tvůrce programovacího jazyka C++.

## Knihy
- Bjarne Stroustrup: The C++ Programming Language, ISBN 80-901507-2-1
- Bjarne Stroustrup: The Design and Evolution of C++
- Margaret A. Ellis, Bjarne Stroustrup: The Annotated C++ Reference Manual